# From the Bottom of My Broken Heart
«From the Bottom of My Broken Heart» —en español: «Desde el fondo de mi corazón roto»— es una canción interpretada por la cantante estadounidense Britney Spears e incluida originalmente en su álbum debut ...Baby One More Time. El sello discográfico Jive Records la publicó como el quinto y último sencillo del álbum el 14 de diciembre de 1999. Después de que Spears grabara una canción no utilizada de Toni Braxton y la enviara a través de Larry Rudolph a varias discográficas, los ejecutivos de Jive Records comentaron que era muy raro escuchar a alguien tan joven que pudiera ofrecer contenido emocional y atractivo comercial, así que nombraron a la cantante para que trabajara con el productor Eric Foster White. La balada teen pop fue compuesta y producida por White, en la que Spears canta acerca de la pérdida de un primer amor y cómo la ruptura puede ser difícil.
La canción recibió reseñas mixtas y positivas de críticos de música, quienes la consideraron como un éxito clásico y un sencillo competente, a pesar de considerarla nada especial como otras baladas en el álbum y la llamaron «otra balada de rechazo que se refiere a besarse, pero nada más». «From the Bottom of My Broken Heart» logró un éxito moderado, llegando al número 37 en Australia y al 23 en Nueva Zelanda. A través de las importaciones, la canción logró alcanzar el puesto número 174 en el Reino Unido. En Estados Unidos, alcanzó el número 14 en la lista Billboard Hot 100, y el 17 en Pop Songs, siendo luego certificada de platino por la Recording Industry Association of America (RIAA) el 28 de marzo de 2000, por distribuir un millón de unidades físicas del sencillo. Fue el octavo sencillo físico más vendido de la década de 2000 en el país.
El video musical de la canción, dirigido por Gregory Dark, fue lanzado el 17 de diciembre de 1999. Presenta a Spears empacando sus pertenencias mientras se prepara para mudarse lejos de casa, y se siente molesta porque sabe que va a extrañar a su primer amor. El video fue objeto de controversia entre la prensa, la cual criticó a la cantante por contratar a un cineasta de películas adultas para dirigir su video. Un representante de Spears comentó que solo estaban al tanto de que Dark hacía videos musicales. La cantante interpretó «From the Bottom of My Broken Heart» en algunas presentaciones en vivo, incluyendo los Premios Grammy de 2000, en un popurrí con «...Baby One More Time», y en tres de sus giras musicales. De acuerdo a Billboard, «From the Bottom of My Broken Heart» era, hasta diciembre de 2011, el decimoséptimo sencillo más exitoso de toda la carrera de Spears en la principal lista de Estados Unidos: la Billboard Hot 100. Por otro lado, Chuck Taylor de Billboard le dio una buena revisión.

## Video musical
El video musical de "From the Bottom of My Broken Heart" fue dirigido por Gregory Dark, y se convirtió en el cuarto video musical enviado al retiro del programa Total Request Live de la cadena televisiva MTV.
El video empieza con Spears empacando sus pertenencias, pues quiere alejarse de su primer amor con quien terminó. Durante el transcurso del video, además de mostrar recuerdos de su pasado junto a su amor, se muestran escenas de Spears en unas escaleras, y otras en un molino de viento. Acercándose al desenlace del video, se aprecia a Spears en una parada esperando un bus, mientras rápidamente su primer amor se dirige a detenerla en su automóvil. Sin embargo, cuando él llega al paradero de autobuses donde se encontraba Spears, ella ya se había marchado.
El video musical hizo su debut en un episodio de Combate Zone de MuchMusic. El 24 de octubre de 2010, el sello publicó el video en la cuenta de Vevo de Spears, donde en noviembre de 2012 alcanzó los siete millones de reproducciones, tras ser visitado en mayor medida por personas de Estados Unidos, Camboya y Malasia.

## Rendimiento comercial
En Estados Unidos, la semana del 26 de febrero de 2000, "From the Bottom of My Broken Heart" alcanzó la posición N.º 14 de la Billboard Hot 100, el principal ranking de canciones y sencillos del país. Ello, dos semanas después de que éste alcanzara las posiciones N.º 17 en la Pop Songs, en la que permaneció por dos semanas consecutivas, y N.º 53 en la Radio Songs, de la que descendió rápidamente. Con ello, por primera vez en su carrera, Britney Spears fracasó en tener un sencillo radialmente exitoso en su país, pues los tres sencillos anteriores de ...Baby One More Time se alzaron como sólidos top 10 en la Pop Songs en el año 1999. No obstante, las ventas materiales de "From the Bottom of My Broken Heart" favorecieron su elevado posicionamiento en la Billboard Hot 100, lo que le llevó a ser certificado de Platino por la RIAA, a modo de acreditación de elevadas ventas de 1 millón de copias. No obstante, de acuerdo al sistema de información Nielsen SoundScan, en los Estados Unidos "From the Bottom of My Broken Heart" vendió 778 mil copias físicas y 33 mil descargas digitales, hasta junio de 2012.
Paralelamente, en Oceanía "From the Bottom of My Broken Heart" se alzó como el primer gran fracaso comercial de Britney Spears. Ello dado a sus modestos posicionamientos en los rankings de los países del continente y a su trayecotira carente de certificaciones.

## Presentaciones
«From the Bottom of My Broken Heart» ha sido incluida en los repertorios de tres tours de Britney Spears. Ellos son:
- ...Baby One More Time Tour
- Crazy 2K Tour
- Oops!... I Did It Again World Tour

La canción es conocida también por el premio American Choice Awards en la categoría de mejor canción de amor

## Formatos
| CD maxisencillo |                                                            |          |  |
| N.º             | Título                                                     | Duración |  |
| 1.              | «From the Bottom of My Broken Heart» (versión de la radio) | 4:34     |  |
| 2.              | «(You Drive Me) Crazy» (Jazzy Jim's Hip-Hop Mix)           | 3:40     |  |
| 3.              | «Thinkin' About You»                                       | 3:35     |  |
| 4.              | «Sometimes» (Answering Machine Message)                    | 0:25     |  |

| Casete sencillo |                                                            |          |  |
| N.º             | Título                                                     | Duración |  |
| 1.              | «From the Bottom of My Broken Heart» (versión de la radio) | 4:34     |  |
| 2.              | «(You Drive Me) Crazy» (Jazzy Jim's Hip-Hop Mix)           | 3:40     |  |

## Créditos
- Britney Spears – voz principal
- Eric Foster White – compositor, productor, mezcla
- Chris Trevett – mezcla
- Dan Petty – guitarra
- Andy Hess – bajo, guitarra

## Rankings

### Semanales
| País           | Ranking           | Primera semana | Posición de ingreso | Mejor posición | Semanas en la mejor posición | Semanas en el ranking | Última semana |
| -------------- | ----------------- | -------------- | ------------------- | -------------- | ---------------------------- | --------------------- | ------------- |
| América        |                   |                |                     |                |                              |                       |               |
| Estados Unidos | Billboard Hot 100 | 29-01-2000     | 76                  | 14             | 2                            | 20                    | 10-06-2000    |
| Oceanía        |                   |                |                     |                |                              |                       |               |
| Australia      | Top 50 Singles    | 13-02-2000     | 47                  | 37             | 1                            | 5                     | 19-03-2000    |
| Nueva Zelanda  | Top 40 Singles    | 12-03-2000     | 23                  | 23             | 2                            | 4                     | 02-04-2000    |

## Certificaciones
| País           | Proveedor | Año  | Certificación | Nivel | Simbolización | Ventas certificadas | Tipo     |
| -------------- | --------- | ---- | ------------- | ----- | ------------- | ------------------- | -------- |
| América        |           |      |               |       |               |                     |          |
| Estados Unidos | RIAA      | 2000 | Platino       | 1     | ▲             | 1.000.000           | Material |